# Bernhard H. Bayerlein

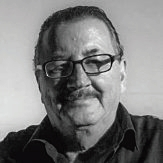
Bernhard H. Bayerlein

Bernhard H. Bayerlein (* 1949 in Wiesbaden) ist ein deutscher Historiker und Romanist. Zu seinen Forschungsschwerpunkten zählt die Geschichte des deutschen und internationalen Kommunismus sowie der Kommunistischen Internationale und die europäische Zeitgeschichte der Zwischenkriegszeit.

## Leben
Bayerlein wuchs im Rheingau auf, wo er bereits als Jugendlicher eine enge Verbindung zum Nachbarland Frankreich entwickelte. Nach dem Abitur in Wiesbaden studierte er Geschichte, Philosophie und romanische Sprach- und Literaturwissenschaft an den Universitäten in Mainz, München, Heidelberg, Coimbra, Toulouse sowie an der Ruhr-Universität Bochum, wo er 1980 den Magisterabschluss erlangte. Ebenfalls dort wurde er 1989 mit einer Arbeit über die Stalinisierung der Kommunistischen Internationale promoviert. 2015 schließlich erfolgte seine Habilitation à diriger des recherches an der Universität von Burgund in Dijon.
Neben längeren Tätigkeiten als Forscher in Portugal, in der Schweiz (als Mitherausgeber von Archivmaterialien aus dem Nachlass von Jules Humbert-Droz) und an den Universitäten in Aachen und Köln, sowie als Gastwissenschaftler und -professor in Spanien, Frankreich, Mexiko und Brasilien, war Bayerlein von 1999 bis 2010 am Mannheimer Zentrum für Europäische Sozialforschung tätig, wo er in Zusammenarbeit mit Hermann Weber mehrere Archiveditionen im Auftrag der Deutsch-Russischen Historikerkommission herausgab. Seit den frühen 1990er Jahren unternahm Bayerlein regelmäßige Forschungsreisen nach Moskau, wo er sich für den Erhalt und die Digitalisierung des im Russischen Staatsarchiv für sozio-politische Geschichte aufbewahrten Komintern-Archivs einsetzte. Die Initiative mündete in der vom Internationalen Archivrat koordinierten, vom Europarat unterstützten Digitalisierung großer Teile des Archivs. Bayerlein ist Mitherausgeber des Jahrbuchs für Historische Kommunismusforschung und des International Newsletter of Communist Studies.
Gegenwärtig ist Bayerlein Honorary Senior Researcher am Institut für Soziale Bewegungen an der Ruhr-Universität Bochum. Er lebt in Köln.

## Forschung
Bayerleins Forschungsschwerpunkte liegen in der Geschichte des internationalen Kommunismus und der Kommunistischen Internationale, des Stalinismus und seiner internationalen Dimensionen, des antifaschistischen und antistalinistischen Exils, der deutsch-französischen Beziehungen, der europäischen Zeitgeschichte mit besonderer Berücksichtigung Portugals, Spaniens und Frankreichs, sowie der vergleichenden Politikwissenschaft (Semipräsidentialismus).

## Veröffentlichungen (Auswahl)
- Deutschland, Russland, Komintern. Bd. 1: Überblicke, Analysen, Diskussionen. Neue Perspektiven auf die Geschichte der KPD und die Deutsch-Russischen Beziehungen (1918–1943). Bd. 2: Nach der Archivrevolution. Neuerschlossene Quellen zur Geschichte der KPD und den deutsch-sowjetischen Beziehungen. De Gruyter, Berlin 2014–2015, ISBN 978-3-11-030098-7, ISBN 978-3-11-033976-5, (Open Access) (Hg. mit Hermann Weber und Yakov Drabkin).
- Der Verräter, Stalin, bist Du! Vom Ende der linken Solidarität 1939–1941. Komintern und kommunistische Parteien im Zweiten Weltkrieg. Unter Mitarbeit von Natalja S. Lebedewa, Michail Narinski und Gleb Albert (= Archive des Kommunismus – Pfade des XX. Jahrhunderts, Bd. 4). Aufbau Verlag, Berlin 2008, ISBN 978-3-351-02623-3.
- Der Thälmann-Skandal. Geheime Korrespondenzen mit Stalin. Aufbau Verlag, Berlin 2003, ISBN 978-3-351-02549-6 (Hg. mit Hermann Weber).
- Deutscher Oktober 1923. Ein Revolutionsplan und sein Scheitern. Aufbau Verlag, Berlin 2003, ISBN 978-3-351-02557-1 (Hg. mit Leonid Babitschenko, Alexander Watlin, Fridrich Firsow).
- Moscou-Paris-Berlin, 1939-1941. Télégrammes chiffrés du Komintern. Tallandier, Paris 2003, ISBN 978-2-84734-080-8 (Hg. mit Michail Narinski, Brigitte Studer und Serge Wolikow).